# Mangas Coloradas
Mangas Coloradas, spesso pronunciato dagli anglo-americani Mangus Colorado (vero nome Lachoy-kokunnoste, traduzione inglese Red Sleeve, o Dasoda-hae, traduzione inglese He Just Sitting There) (1793 circa – Hurley, 18 gennaio 1863), è stato un condottiero nativo americano, importante capo Tchihende (Mimbreño) Apache della sottodivisione Copper Mines dal decennio 1830 fino ai primi anni del decennio 1860.
Il territorio Mimbreño, situato tra il territorio Mescalero a est e il territorio Chiricahua a ovest, comprendeva il Nuovo Messico sud-occidentale a ovest del Rio Grande.

## Guerriero e capo Apache: il tempo dei Nakaiye
Nei decenni 1820’ – 1830’, dopo l’indipendenza conseguita nel 1821, i Messicani (Nakaiye) divennero il principale nemico degli Apache e anche Mangas Coloradas, come Cuchillo Negro, Barranquito, Gomez e gli altri capi di guerra Apache, conseguì la sua fama principalmente combattendo i Navaho e, soprattutto, i Messicani. Secondo alcuni studi di ascendenza Bedonkohe e non illustre, sarebbe diventato, nel decennio 1830, il principale capo della divisione Tchihende Apache, prima come capo dei Copper Mines Tchihende e poi, affermandosi in termini generali come capo principale dei Mimbreño inclusi gli Warm Springs Tchihende, direttamente sottoposti al famoso e temuto Cuchillo Negro (in lingua Apache Baishan), a propria volta secondo capo dell’intera divisione Tchihende Apache e suo compagno di gioventù, nonché, probabilmente, cognato.
Mangas Coloradas praticò un’abile politica di alleanze familiari, divenendo suocero del capo Chiricahua (Tsokanende) Cochise, del Mimbreño (sottodivisione Warm Springs) Victorio, poi successore di Cuchillo Negro, e del Mescalero (Sehende, probabilmente sottodivisione Sacramento) Kutu-hala o Kutbhalla (probabilmente da identificarsi con Caballero), ed è considerato una personalità di primo piano nel suo tempo. Nel 1835, il Messico (e in particolare gli Stati di Chihuahua e Sonora) iniziò a pagare una taglia per gli scalpi Apache, provocando il proliferare di vere e proprie bande di cacciatori di scalpi.
Nel 1837 Juan José Compa, capo (col fratello Juan Diego Compa) dei Coppermine Mimbreño Apaches, fu ucciso dai cacciatori di scalpi di James Johnson nel corso di un massacro a tradimento a Santa Rita del Cobre; Mangas Coloradas, il principale luogotenente di Juan José e Juan Diego, divenne capo dei guerrieri e dei Coppermine Apache, e, unite le forze con quelle del sodale di gioventù e di diverse imprese Cuchillo Negro (Black Knife) - figlio di Fuerte (conosciuto anche come Soldado Fiero), ucciso dai soldati messicani nel 1835 o nello stesso 1837 nella stessa zona, e capo degli Warmspring Mimbreño Apache -, supposto essere suo cognato, intraprese una serie di spedizioni per vendicarsi dei Messicani, facendo terra bruciata nell’intera regione circostante la cittadina mineraria di Santa Rita del Cobre, assediandola e tagliandola fuori dal mondo, per completare l’opera assalendo la colonna dei Messicani in fuga e massacrandone la maggior parte. Mangas Coloradas divenne il capo supremo dei Coppermine Mimbreños, guidandoli per circa 25 anni, mentre Cuchillo Negro fu, nello stesso periodo fu il capo supremo degli Warm Springs Mimbreños.

## Guerriero e capo Apache: l'arrivo dei Pindah-likoyee
Nel 1846, scoppiata la Guerra tra gli U.S.A. e il Messico, gli Apache accordarono alle truppe statunitensi dirette in Messico libero passaggio attraverso il proprio territorio, e, quando, nello stesso 1846, truppe statunitensi si insediarono nel Nuovo Messico, Mangas Coloradas stipulò coi nuovi venuti (Pindah-likoyee), vittoriosi sugli odiati Messicani, un trattato di pace, mantenendo uno stato di pace, seppur precaria, con loro fino all’intrusione nel territorio Apache, nella zona delle Pinos Altos Mountains, da parte dei cercatori d’oro e d’argento.
Nel 1851 si insediò a Santa Rita del Cobre la delegazione statunitense (guidata dal generale J.R. Bartlett) nella Commissione per la definizione del confine USA-Messico, pretendendo di trattare con gli Apache anche la riapertura delle miniere di rame di Santa Rita del Cobre e ottenendo l’adesione dei capi a un incontro coi neoarrivati Anglo-Americani. Per Mangas Coloradas, come per Cuchillo Negro, Delgadito, Ponce, Coletto Amarillo e tutti più importanti capi Tchihende e Ndendahe, si preannunciavano nuovi problemi. Nel giugno 1851 Mangas Coloradas, con Delgadito, Ponce e Coletto Amarillo, si presentò a Santa Rita del Cobre per incontrare Bartlett, e le discussioni si protrassero finché gli Apache si resero conto che la loro fiducia sarebbe stata tradita dai nuovi “padroni”.
Come testimoniato da John C. Cremony (Life Among the Apaches), nel 1861, presso l’accampamento minerario di Pinos Altos, Mangas Coloradas fu assalito da un gruppo di minatori bianchi, legato a un albero e ferocemente frustato, sebbene l’episodio venga ignorato da Edwin R. Sweeney nella biografia da lui scritta (forse in quanto non ricordato da Geronimo, che trascorse molto tempo con i Mimbreños dell’anziano capo, ma le cui memorie risultano in più casi imprecise). Nel frattempo, l’uccisione di Cuchillo Negro da parte dei militari statunitensi del col. William W. Loring al Canyon de los Muertos Carneros (25 maggio 1857), nell’ambito della spedizione condotta dal col. Benjamin L.E. Bonneville contro i Coyoteros, aveva avvelenato i rapporti tra i Mimbreños e i bianchi.
Il 4 dicembre 1860, 30 minatori assalirono di sorpresa l’accampamento dei Mimbreños di Elias (o, secondo altra versione, dei Bedonkohe “Mogollon” Ndendahe) sulla riva occidentale del Mimbres River, uccidendo quattro Apache, ferendone diversi e catturando 13 (o 15) donne e bambini, e Mangas Coloradas replicò con una serie di scorrerie contro i bianchi e le loro proprietà. Dos-teh-seh, figlia maggiore di Mangas Coloradas, aveva sposato Cochise, capo principale degli Tsokanende o Chiricahua Apache, e nel febbraio 1861, col marito, il figlioletto, il cognato e alcuni guerrieri Chiricahua fu sequestrata e presa in ostaggio dal ten. George N. Bascom, che accusava ingiustamente Cochise del rapimento di Felix Martinez Ward (poi allevato dagli Apache, divenuto scout e noto come "Mickey Free"), figlio adottivo del rancher John Ward, e del furto di 20 capi di bestiame, e arrestò a tradimento il capo Tsokanende durante un colloquio sotto l'egida della bandiera bianca ad Apache Pass, nell’Arizona sudorientale.
Cochise riuscì a fuggire, ma non i suoi familiari e accompagnatori, sicché il capo Apache si procurò ostaggi da scambiare coi prigionieri; il ten. Benjamin J.D. Irwin, subentrato nel comando a Bascom, invece, fece impiccare il fratello di Cochise e cinque guerrieri, rinviando liberi Dos-teh-seh e il piccolo Naiche (c.d. "Bascom Affair"), mentre orde di Apache infuriati affluivano da ogni direzione: oltre agli Dził-ghą́ʼ (Eastern Whitemountain Coyoteros) di Gochaaha (Francisco), giunti per primi, e ai Coppermine e Warmspring Mimbreños di Mangas Coloradas e Victorio, prontamente accorsi con Delgadito e Nana, anche i Bedonkohe (Mogollon) di Luis (probabilmente imparentato con Mangas Coloradas), con Geronimo, e i Nednhi (Carrizaleño e Janero) Ndendahe di Juh, i Tiisebahné (Pinaleños), verosimilmente al comando di Toodlekiay, e gruppi di Mescaleros (verosimilmente i Sacramento Sehende, guidati da Caballero e San Juan, se non i Sierrablanca Sehende di Santana, e forse i Limpia Iyutahende di Alsate, essendo impegnati, invece i Limpia e Guadalupe Mescalero, guidati rispettivamente da Gomez, da Espejo, con Nicolas e Antonio, e da Marco, a rendere impraticabile ai bianchi - da lì a poco, i Confederati Texani del col. John R. Baylor - il territorio tra il Rio Grande e il Pecos River e la Jornada del Muerto) si univano alla rivolta.
Sebbene il risultato di spazzare via dal territorio gli invasori bianchi non fosse completamente raggiunto, essi furono costretti alla difensiva, molti abbandonando quelle regioni e gli altri asserragliandosi in poche cittadine fino al ritorno massiccio delle truppe alla fine della Guerra Civile. Nell’estate 1862 la colonna unionista (“California Column”) del gen. James H. Carleton intraprese l’invasione dei territori confederati dell’Arizona e del Nuovo Messico; il 14 luglio un reparto di 126 uomini (102 del 1° Regg. Fanteria della California e 24 del 2º Cavalleria “California Volunteers”), al comando del cap. Thomas L. Roberts, con due obici da montagna; raggiunse Apache Pass, dove si erano attestati i Chiricahuas di Cochise (che a due miglia di distanza avevano massacrato nove Nordamericani provenienti da Pinos Altos il giorno precedente), e il 15 luglio, giunti anche i Mimbreños e i Ndendahes, circa 500 guerrieri Apache, guidati da Mangas Coloradas, Cochise, Victorio, Nana, Juh e Geronimo, affrontarono i Californiani che, inizialmente respinti, aprirono il fuoco con i due cannoni costringendo gli Apache a ritirarsi; gli Apache persero una decina di guerrieri (63 secondo la più ottimistica versione del cap. Cremony), e lo stesso Mangas Coloradas, ferito al torace, dovette essere trasportato a Janos, in Messico (dove Juh e Geronimo intrattenevano equivoci rapporti coi Messicani), e fatto curare da un medico, previa minaccia di distruggere la cittadina e sterminarne gli abitanti, mentre Cochise ripiegava su Fronteras.

## Morte
Guarito dalla ferita, nell’estate 1862 Mangas Coloradas accettò di incontrare un emissario statunitense e, nel gennaio 1863, si recò a Fort McLane (Apache Tejo), nel Nuovo Messico sudoccidentale, sotto la bandiera di tregua, per incontrare il brig. gen. Joseph Rodman West, della milizia californiana (futuro Senatore per la Louisiana nel famigerato periodo della “Ricostruzione” post-bellica); gli erano stati promessi rifornimenti e provviste per gli Apache in cambio della pace, ma gli Unionisti avevano altri progetti, non diversi da quelli dei Confederati del col. Baylor.  Il capo Apache fu affidato a guardie armate alle quali West impartì ordini inequivocabili di ucciderlo prima del mattino successivo; torturato con baionette arroventate mentre era a terra legato, non appena riuscì ad alzarsi fu ucciso col pretesto di un “tentativo di fuga” il 18 gennaio 1863.
Staccata la testa dal corpo del colossale capo Apache (che superava abbondantemente il metro e ottantacinque con un fisico robusto e perfettamente proporzionato), i militari spedirono il cranio al frenologo Orson Squire Fowler, a New York City, che lo espose nel proprio studio e pubblicò in un libro la relazione e due schizzi del cranio stesso; secondo Daklugie, figlio di Juh, il cranio sarebbe stato conservato nella Smithsonian Institution, che peraltro ne smentì il possesso. L’assassinio di Mangas Coloradas, e lo sfregio arrecato al suo cadavere, dopo l’uccisione di Cuchillo Negro, indussero Cochise, Victorio, Nana, Juh e Geronimo a intraprendere una guerra che gli Apache avrebbero condotto per i successivi 25 anni.